# Ryona
Ryona (jap. リョナ) bezeichnet eine Art sexuellen Fetischs im Hentai. Hauptthema ist hierbei eine in den meisten Fällen weibliche Hauptperson die Opfer physischer oder psychischer Misshandlung durch einen in der Regel männlichen Täter wird. Der Begriff wird normalerweise in Verbindung mit der japanischen Kultur gebraucht, wobei das Thema selbst auch in vielen anderen Gesellschaften beobachtet werden kann.
Der Begriff ryona fungiert als Bezeichnung fast ausschließlich für die Misshandlung einer Frau durch einen Mann. Demgegenüber spricht man bei gyaku-ryona (jap. 逆リョナ, "Umgekehrtes ryona") von einem Szenario, in welchem ein Mann das Ziel derartiger, gewalttätiger Handlungen wird. Ungeachtet dessen sind beide Begriffe nicht an die Konvention von binären Geschlechtern oder Heterosexualität gebunden. Dabei sind die im Werk gezeigten Situationen vollkommen fiktiv, beispielsweise kann der Aggressor auch ein Ungeheuer oder etwas anderes nicht-menschliches sein.
Ryona grenzt sich von sexuellem Sadismus und Vergewaltigungspornografie insofern ab, als dass es ein voyeuristisches, romantisiertes Genre ist. Das Ziel in der Darstellung liegt auf der Lebenswelt einer weiblichen Person, nur selten ist dabei eine explizit sexuelle Handlung Teil des Werks.

## Beschreibung
Gegenstände, die dem Genre angehören, schildern das Treffen zweier Individuen und die zwischen ihnen entstehende Beziehung zueinander. Diese führt als Ergebnis, zu Beginn oder inmitten der Relation, in einen Zustand extremer Feindseligkeit.

### Beispiele
Die Art der Misshandlung variiert sehr stark. Ein Ausschnitt typischer Inhalte gibt folgende Liste:
- Häusliche Gewalt und Vergewaltigung, auch deren Beschreibung ist möglich.
- Störung des alltäglichen Lebens des Opfers. So wird beispielsweise jemand daran gehindert am Arbeitsplatz zu erscheinen oder dafür gesorgt, dass das Opfer von Freunden oder Familie verachtet oder gar verstoßen wird.
- Freiheitsbeschränkung, wie Gefangenschaft über ausgedehnte Zeiträume.
- Folterung im Vordergrund von Erpressung, Geständnis- beziehungsweise Einverständnisgewinnung oder auch Befriedigung sexueller Fantasien des Peinigers.
- Die Person wird als Sklave angesehen und dementsprechend abfällig behandelt.

Es existieren auch kleinere Abänderungen obiger Szenarien in welchen die Charaktere Anzeichen für Schwindel, Erschöpfung oder einen Dämmerungszustand (z. B. wie in Cartoons häufig zur Visualisierung verwendete Darstellungen vom "Sterne sehen" oder "kreisenden Vögeln") aufweisen. Die Abbildungen können aber auch andere Elemente enthalten, die bereits in visuellen Medien etabliert sind: Slapstick, Spiralaugen, zudem Spielmechaniken wie Betäubung als Debuff oder ein kritischer Verlust an Lebensenergie.
Ab und an werden Personen, welche sich für diese nicht-expliziten Subgenres begeistern, unterstellt, auch Interesse an den grausameren Inhalten zu besitzen. Dies ist zwar nicht die Regel, andererseits adaptieren die zahmeren Varianten zum Teil die extremeren. Im Einzelfall hängt dies jedoch von den sexuellen Vorlieben des Konsumenten ab.